# Novake
Novake (makedonsky: Новаќе, albánsky: Novaqi) je vesnice v Severní Makedonii. Nachází se v opštině Bogovinje v Položském regionu.

## Demografie
Podle záznamů Vasila Kančova z roku 1900 žilo ve vesnici 175, z toho 135 bylo albánské národnosti a 40 makedonské.
Podle sčítání lidu z roku 2002 žije ve vesnici 304 obyvatel, všichni jsou Albánci.
| Rok          | 1900 | 1905 | 1929 | 1948 | 1953 | 1961 | 1971 | 1981 | 1994 | 2002 |
| ------------ | ---- | ---- | ---- | ---- | ---- | ---- | ---- | ---- | ---- | ---- |
| Obyvatelstvo | 175  | 32   | 117  | 172  | 191  | 237  | 280  | 305  | 331  | 304  |